# Гостомельская поселковая община
Гостомельская поселковая военная администрация — временный орган государственной власти, действующий в Бучанском районе Киевской области. Она была создана Указом Президента Украины № 156/2022 от 21 марта 2022 года (в период военного положения после начала полномасштабного вторжения России) В её состав входят посёлок городского типа Гостомель и близлежащие сёла Горенка, Мощун и Озёра.